# 科爾奇夫卡 (羅馬尼夫區)
50°7′6″N 27°57′2″E / 50.11833°N 27.95056°E
科爾奇夫卡（烏克蘭語：Корчівка），是烏克蘭北部的村莊，隸屬日托米爾州的日托米爾區。該村始建於1800年，面積69.6平方公里，海拔高度248米，2001年人口371。